# Leptochilus macrophyllus
Leptochilus macrophyllus là một loài thực vật có mạch trong họ Polypodiaceae. Loài này được (Blume) Noot. miêu tả khoa học đầu tiên.